# Пищемар
 Пищемар  — поселок в Тетюшском районе Татарстана. Входит в состав Урюмского сельского поселения.

## География
Находится в юго-западной части Татарстана на расстоянии приблизительно 20 км на юг-юго-запад по прямой от районного центра города Тетюши в верховьях речки Кильна.

## История
Основан в 1929 году. В 2017 году оставался 1 двор.

## Население
Постоянных жителей насчитывалось в 1938 году — 79, в 1949—125, в 1958—121, в 1970 — 50, в 1979 — 49, в 1989 — 11. Постоянное население составляло 7 человек (мордва 100 %) в 2002 году, 5 в 2010.